# 北緯36度線
北緯36度線是地球赤道平面以北36度的纬线。它穿過了歐洲、地中海、非洲、亞洲、太平洋、北美洲和大西洋。
在1991年4月7日至1996年12月31日期間，這個緯線被劃定為伊拉克北部的禁航區。
在這條緯線上，夏至的白晝長14小時36分鐘，冬至則為9小時43分鐘。

## 界線所經
自本初子午線開始、向東，北緯36度線經過以下國家、地區或海域：
| 座標                                 | 國家、地區或海域 | 備註 |
| ------------------------------------ | ---------------- | --- |
| 36°0′N 0°0′E / 36.000°N 0.000°E      | 地中海           | |
| 36°0′N 0°7′E / 36.000°N 0.117°E      | 阿尔及利亚       | |
| 36°0′N 8°18′E / 36.000°N 8.300°E     | 突尼西亞         | |
| 36°0′N 10°31′E / 36.000°N 10.517°E   | 地中海           | - 在 義大利利諾薩島以北掠過 - 穿過 馬爾他的科米諾島和馬耳他島 |
| 36°0′N 23°10′E / 36.000°N 23.167°E   | 愛琴海           | 在 希腊的基西拉島和安迪基西拉岛穿過，並在 希腊的薩里亞島以北掠過 |
| 36°0′N 27°45′E / 36.000°N 27.750°E   | 希腊             | 羅得島 |
| 36°0′N 27°55′E / 36.000°N 27.917°E   | 地中海           | |
| 36°0′N 35°59′E / 36.000°N 35.983°E   | 土耳其           | 哈塔伊省 |
| 36°0′N 36°22′E / 36.000°N 36.367°E   | 叙利亚           | |
| 36°0′N 41°17′E / 36.000°N 41.283°E   | 伊拉克           | |
| 36°0′N 45°21′E / 36.000°N 45.350°E   | 伊朗             | |
| 36°0′N 61°10′E / 36.000°N 61.167°E   |                  | |
| 36°0′N 63°49′E / 36.000°N 63.817°E   | 阿富汗           | |
| 36°0′N 71°15′E / 36.000°N 71.250°E   | 巴基斯坦         | - 開伯爾-普赫圖赫瓦省 - 由 印度實際控制的吉爾吉特-巴爾蒂斯坦 |
| 36°0′N 76°6′E / 36.000°N 76.100°E    | 沙克思干谷地     | 印度宣示主權，但實際由 中华人民共和国控制 |
| 36°0′N 76°48′E / 36.000°N 76.800°E   | 中华人民共和国   | 新疆 西藏自治區 青海 甘肅（在蘭州以南掠過） 寧夏回族自治區 甘肅東部 陝西 山西 河南 山東 河南（經過東部約15公里）                                                                                         |
| 36°0′N 120°18′E / 36.000°N 120.300°E | 黃海             | |
| 36°0′N 126°42′E / 36.000°N 126.700°E |                  | 忠清南道 全羅北道 慶尚北道 掠過大邱廣域市的八公山 |
| 36°0′N 129°35′E / 36.000°N 129.583°E | 日本海           | |
| 36°0′N 133°1′E / 36.000°N 133.017°E  | 日本             | 穿過知夫村和島根縣 |
| 36°0′N 133°4′E / 36.000°N 133.067°E  | 日本海           | |
| 36°0′N 135°58′E / 36.000°N 135.967°E | 日本             | 本州島: — 福井縣 — 岐阜縣 — 長野縣 — 經過群馬縣約4公里 — 埼玉縣 — 經過千葉縣約6公里 — 茨城縣 |
| 36°0′N 140°40′E / 36.000°N 140.667°E | 太平洋           | |
| 36°0′N 121°30′W / 36.000°N 121.500°W | 美国             | 加利福尼亞州 內華達州 亞利桑那州 新墨西哥州 德克薩斯州 奧克拉荷馬州 阿肯色州 密蘇里州 / 阿肯色州邊界的附近 田納西州 北卡羅萊納州（經過麥迪遜縣約14公里） 田納西州（經過尤尼科伊郡約12公里） 北卡羅萊納州 |
| 36°0′N 75°39′W / 36.000°N 75.650°W   | 太平洋           | |
| 36°0′N 5°36′W / 36.000°N 5.600°W     | 直布羅陀海峽     | 經過 西班牙塔里法角南部約數米——歐洲的最南點 |
| 36°0′N 5°25′W / 36.000°N 5.417°W     | 地中海           | |

## 美國

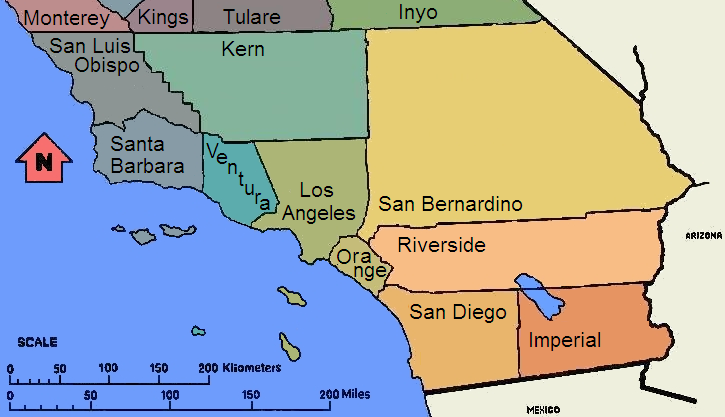
南加利福尼亞州地圖

在美國，北緯36度線有時被粗略地界定為太陽帶的界線，這有助於界定美國南部及西南部和全國最炎熱的地方所在。
北緯36度經過的地方包括：凱特爾曼城、亨德森、胡佛水壩、大峽谷國家公園的南緣、洛斯阿拉莫斯國家實驗室、塔爾薩（在該城市的南面一小部份掠過）、纳什维尔（在該城市的南面一小部份掠過）、諾克斯維爾、溫斯頓-撒冷、高點、格林斯伯勒、德罕、教堂山等。北緯36度線同時亦穿過了北卡羅萊納-田納西-維吉尼亞州之角.
美國從北至南的第六條基線——即魔鬼山以南的北緯35度48分線（此緯線距離北緯36度線有13.8344英里），界定了加利福尼亞州以下城市的邊界：
南部邊界：蒙特雷縣、金斯縣、圖萊里縣、因約縣
北部邊界：聖路易斯-奧比斯波縣、克恩縣以及聖貝納迪諾縣。
此外，北緯35度48分線有時亦會成為北加利福尼亞州和南加利福尼亞州的分界線，並估計特哈查比山峰的位置。
北緯36度線同時亦界定了布西爾和阿肯色州的大部份邊界。
此緯線同時也經過了杜克大學的某些地方。這驅動了學校為此而舉行某些活動，如杜克花園以北便舉辦了一次「北緯36度線派對」。

## 另見
- 北緯37度線
- 北緯35度線